# Serge Zwikker
Serge Zwikker, né le 28 avril 1973 à Maassluis aux Pays-Bas, est un ancien joueur néerlandais de basket-ball évoluant au poste de pivot.

## Carrière
Serge Zwikker arrive aux États-Unis pour jouer au lycée à Flint Hill Prep, puis à Harker Prep. Il dispute ensuite quatre saisons en NCAA à l'Université de Caroline du Nord à Chapel Hill sous les ordres de l'entraîneur Dean Smith. Il a peu de temps de jeu lors de ses deux premières saisons, étant remplaçant de Rasheed Wallace. Zwikker devient le pivot titulaire après le départ de Wallace après la draft 1995.
Zwikker est sélectionné par les Houston Rockets au premier tour de la draft (30e choix) lors de la draft 1997 et passe une saison sur le banc des Rockets. Il n'a pas disputé une seule minute en NBA.
Il participe à l'Euroligue en 1998-1999, pour 3,3 points de moyenne avec le TAU Cerámica, mais il est évincé après sept matchs. Il rejoint ensuite Breogán, puis dispute quelques matchs à Den Helder Seals, avant de mettre un terme à sa carrière en 2000.